# James Raglan
James Raglan (Redhill, Surrey, 6 de janeiro de 1901 – Londres, 15 de novembro de 1961) foi uma ator britânico de cinema e televisão.

## Filmografia selecionada
- The Forger (1928)
- The Man Who Changed His Name (1928)
- The Chinese Puzzle (1932)
- The Shadow (1933)
- Mr. Chedworth Steps Out (1939)
- Whispering Smith Hits London (1951)
- The Floating Dutchman (1952)
- The Broken Horseshoe (1953)
- Operation Diplomat (1953)
- The Black Rider (1954)
- No Smoking (1955)
- The Birthday Present (1957)
- Chain of Events (1958)

## Atuações na televisão
- The Three Musketeers
- No Hiding Place